# Lansana Coly
Lansana Coly (* 15. Februar 1958) ist ein ehemaliger senegalesischer Judoka. Er war Militärweltmeister 1986 und zweimal Olympiateilnehmer.

## Sportliche Karriere
Bei den Olympischen Spielen 1984 in Los Angeles trat Lansana Coly in der offenen Klasse an. In seinem ersten Kampf unterlag er dem Japaner Yasuhiro Yamashita nach 27 Sekunden. In der Hoffnungsrunde verlor er gegen den Deutschen Arthur Schnabel nach 3:40 Minuten. 1986 siegte Coly im Schwergewicht bei den Militärweltmeisterschaften in Brüssel und schlug dabei im Finale den Italiener Stefano Venturelli. 1987 schied Coly bei den Weltmeisterschaften in Essen in seinem ersten Schwergewichtskampf gegen den Finnen Juha Salonen aus.
Bei den Olympischen Spielen 1988 in Seoul trat Lansana Coly im Schwergewicht an. Er verlor seinen ersten Kampf gegen den Japaner Hitoshi Saitō nach 1:47 Minuten. In der Hoffnungsrunde schied er nach 2:14 Minuten gegen den Bulgaren Dimitar Saprjanow aus. 1990 gewann er bei den Militärweltmeisterschaften im heimischen Dakar noch einmal Bronze im Schwergewicht.